# Diaspora ukraińska
Diaspora ukraińska – zbiorowe określenie osób pochodzenia ukraińskiego, utożsamiających się z Ukrainą, stale mieszkających poza jej terenem.

Mapa narodu ukraińskiego na świecie. ^{(Mapa może obejmować osoby o ukraińskim pochodzeniu lub obywatelstwie)} Ukraina + 1 000 000 + 100 000 + 10 000 + 1 000

## Historia
Na początku XVIII wieku porażka Kozaków pod dowództwem hetmana Mazepy w bitwie pod Połtawą wywołała nieznaczną ich migrację do Imperium Osmańskiego oraz w kierunku Europy Zachodniej.
W 1792 r. dawni Kozacy zaporoscy – Kozackie Wojsko Czarnomorskie prawie w całości przenieśli się na Kubań, zakładając tam liczne osady i chutory („Malinowy Klin”). Tuż po upadku Siczy Zaporoskiej w 1775 r. część Kozaków przeniosła się do Dobrudży, ówcześnie części Imperium Osmańskiego, chociaż większość osiedlała się wzdłuż Wołgi i na Uralu, odgrywając kluczową role w rosyjskiej kolonizacji Syberii.
Równolegle powstawały małe ukraińskie wspólnoty w większych, zachodnioeuropejskich miastach, takich jak Wiedeń, Rzym czy Budapeszt. Od połowy XVIII wieku na terenie współczesnej Wojwodiny w Serbii, ówcześnie należącej do Habsburgów, także powstawały rusińskie osady. W 1849 r. liczyły 8,5 tys. osób.
Niektórzy Ukraińcy z Austro-Węgier dalej migrowali do Stanów Zjednoczonych i Kanady, gdzie przesiedlenie było szczególnie wspierane z uwagi na występowanie czarnoziemów w krainie lasów osikowych na zachodzie Kanady i potrzebę zasiedlenia tych terenów w obliczu oswojenia zachodu Stanów Zjednoczonych. Miała także miejsce migracja wewnątrz Rosji, która osiągnęła swój szczyt po zbudowaniu zachodniej i środkowej linii Kolei Transsyberyjskiej podczas reformy Stołypina. Setki tysięcy Ukraińców wyruszyły na Daleki Wschód („Zielony Klin”), Syberię („Szary Klin”) i Kazachstan („Żółty Klin”). Jedną z głównych przyczyn tych migracji było przeludnienie, do którego doszło w ostatniej ćwierci XIX wieku.
I wojna światowa i rosyjska wojna domowa natomiast spowodowały pierwszą masową emigrację polityczną. Niektórzy z tych nowych emigrantów wzmocnili lub utworzyli społeczności ukraińskie w Europie Zachodniej i Środkowej. Największa z nich była w Pradze, uważana za jeden z głównych ośrodków kultury i życia politycznego Ukraińców. W wyniku tej fali migracji powstały liczne organizacje i ruchy związane z walką o niepodległość, nierzadko powiązane z rządem na wygnaniu Ukraińskiej Republiki Ludowej.
W latach 20. XX wieku powstała nowa diaspora ukraińska, utrzymująca więzi z Ukraińską SRR. Powstał ruch sowietofilski, w ramach którego byli przeciwnicy bolszewików zaczęli argumentować, że Ukraińcy powinni wspierać sowiecką Ukrainę. Niektórzy twierdzili, że powinni to robić, ponieważ republiki radzieckie były liderami rewolucji międzynarodowej, podczas gdy inni uważali, że polityka bolszewików przynosi korzyści Ukrainie. Ruch ten obejmował m.in. Mychajła Hruszewskiego, Wołodymyra Wynnyczenko i Jewhena Petruszewycza. Jednak porzucenie ukrainizacji, powrót do kolektywizacji i sztucznie wywołany głód w latach 1932–1933 sprawiły, iż większość kontaktów została zerwana, z wyjątkiem niektórych organizacji sowietofilskich w Ameryce Północnej.
W dwudziestoleciu międzywojennym władze II Rzeczypospolitej aktywnie wspierały migracje Ukraińców i Żydów poza granice kraju, głównie w kierunku Argentyny, Brazylii i Palestyny. Korzyści z migracji Ukraińców z Polski obejmowały m.in. pozbycie się nadmiaru siły roboczej, intensyfikację pracy portów morskich, promocję rozwoju floty pasażerskiej, dodatkowe możliwości rozwoju handlu zagranicznego i unikanie napięć na tle etnicznym poprzez homogenizację kraju. Polityka ta była na tyle skuteczna, że już w 1938 r. państwa Ameryki Łacińskiej musiały wprowadzić ograniczenia imigracyjne w stosunku do państw europejskich i konkretnie Rzeczypospolitej.
Po zakończeniu II wojny światowej wielu przymusowo przesiedlonych Ukraińców znalazło się w obozach w Niemczech i Austrii poza strefą wpływów Związku Radzieckiego i sprzeciwiali się swojej repatriacji dotąd. Aby uniknąć powrotu, niektórzy podawali się za obywateli polskich. Mimo sprzeciwu ze strony Związku Radzieckiego, alianci wspierali programy osiedlania Ukraińców w Ameryce Północnej, Australii i Europie Zachodniej. W ten sposób ukraińska diaspora rosła, a jej członkowie często pielęgnowali nacjonalistyczne i antykomunistyczne przekonania. W tych miejscach także działały liczne organizacje naukowe i religijne, takie jak Światowy Kongres Ukraińców. Oprócz istniejących już skupisk, punkty ukraińskiej diaspory powstały w Wenezueli i Tunezji.
Postrzeganie Ukraińców nie było zawsze pozytywne. Na przykład jedna z brytyjskich publikacji nawoływała do surowej selekcji Ukraińców, aby wykluczyć osoby niepiśmienne, umysłowo upośledzone, chore, w podeszłym wieku czy podejrzane politycznie.
Wewnątrz ZSRR w latach 50.-80. Ukraińcy, zarówno wysoko wykwalifikowani specjaliści, jak i robotnicy, byli kierowani do realizacji zadań związanych z rozwojem gospodarczym i budownictwem przemysłowym w innych częściach kraju. Asymilacja Ukraińców i wzrost liczby małżeństw mieszanych ukraińsko-rosyjskich sprawił, że nie było żadnych lub prawie żadnych możliwości kontynuowania funkcjonowania diaspory, ani tego potrzeby. Po rozpadzie ZSRR Ukraińcy nierzadko wyjeżdżali za pracą z reguły do krajów Unii Europejskiej oraz Federacji Rosyjskiej, gdzie dotychczas znajduje się największa diaspora ukraińska.

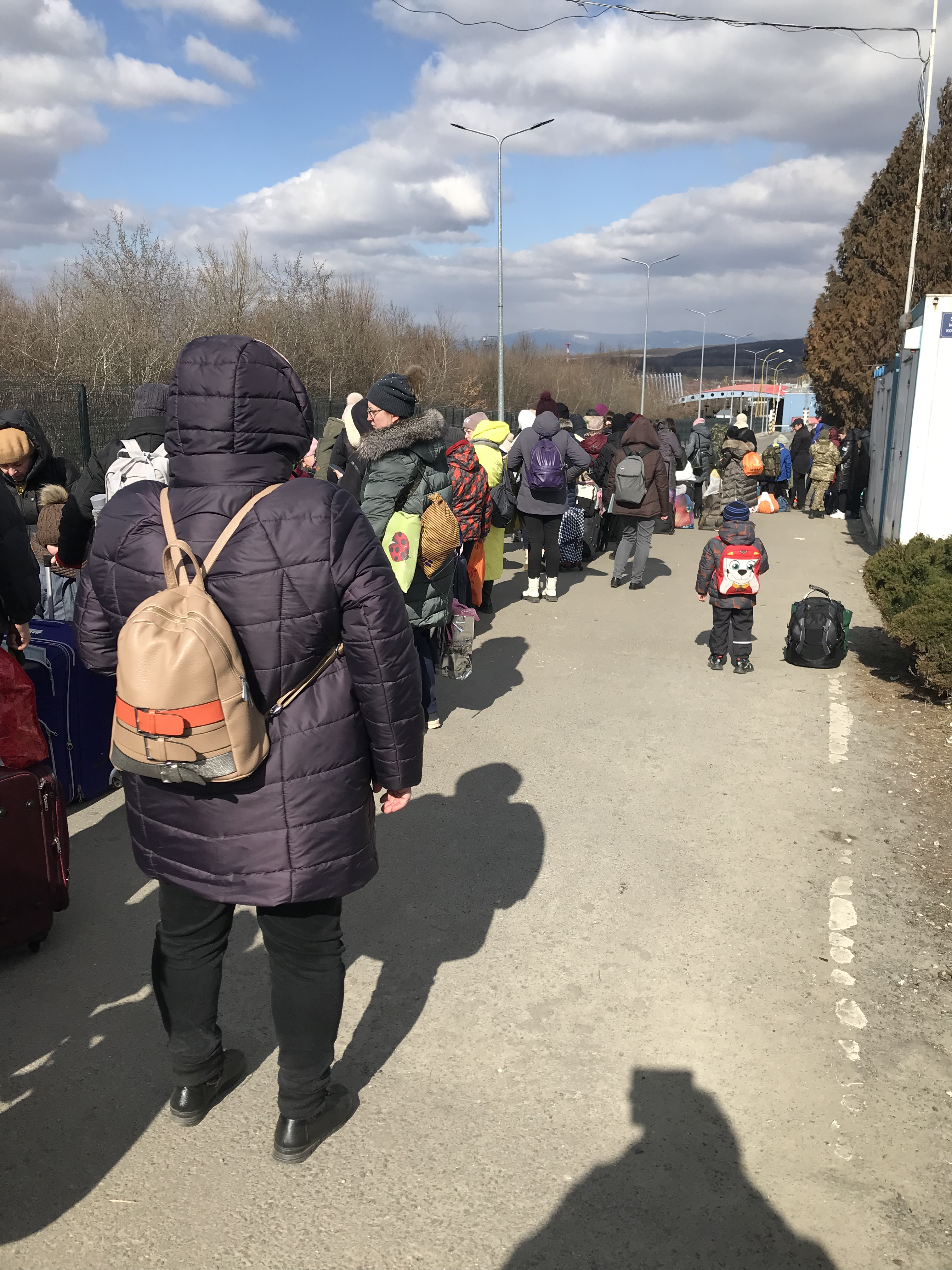
Kolejka uchodźców na granicy ze Słowacją, 2022 r.

Do ostatniej fali migracji Ukraińców doszło w 2022 r. w wyniku rosyjskiej inwazji na Ukrainę. Na stan z lutego 2024 r. za granicą przebywa 6,5 miliona uchodźców, podczas gdy przedwojenna populacji kraju wynosiła ponad 43 miliony.

## Liczebność i rozmieszczenie
Zgodnie z oficjalnymi statystykami sprzed rosyjskiej inwazji na Ukrainę największa diaspora ukraińska jest w Rosji i liczyła niemal 2 miliony (zgodnie z nieoficjalnymi statystykami około 10 milionów). Dosyć duże skupiska można też odnaleźć w Kanadzie, gdzie stanowią około 4% populacji oraz USA, Brazylii, Argentynie, Niemczech, niektórych krajach byłego Związku Radzieckiego i Polsce.

### Kanada
Pod koniec XIX wieku pierwsi ukraińscy imigranci przybyli do Kanady. Byli to przede wszystkim rolnicy i robotnicy, którzy szukali lepszego życia i możliwości ekonomicznych. Większość osiedliła się w zachodnich prowincjach Kanady, szczególnie w Manitobie, Saskatchewan i Albercie. Prowincje te oferowały żyzne ziemie (np. były bogate w czarnoziemy), bardzo sprzyjające rozwojowi rolnictwa. Ukraińscy imigranci byli w stanie stworzyć silną społeczność w Kanadzie. Budowali cerkwie, centra społecznościowe i organizacje kulturalne, aby zachować swój język i tradycje. Później wielu także przeniosło się do Ontario.

### USA
Zgodnie z szacunkami spisu powszechnego w Stanach Zjednoczonych, w 2021 r. było 1,017,586 Amerykanów ukraińskiego pochodzenia, czyli 0,3% ogółu populacji. Migracja do Stanów Zjednoczonych odbywała się w wielu falach, ale z reguły była mniej intensywna, niż do Kanady. Jednym z najbardziej sławnych przedstawicieli Amerykanów ukraińskiego pochodzenia jest współtwórca Spider-Mana – Steve Ditko.

### Brazylia
W Brazylii około 500 tys. osób ma ukraińskie pochodzenie. Przeważnie wywodzą się z Galicji Wschodniej, wówczas posiadanej przez Austro-Węgry. W porównaniu do diaspory w Ameryce Północnej, społeczność ukraińska w Brazylii (a także w sąsiedniej Argentynie) wywodzi się głównie z wcześniejszych fal imigracji, jest biedniejsza, ma bardziej wiejski charakter, jest słabiej zorganizowana i bardziej skupia się na Kościele jako centrum tożsamości kulturowej.

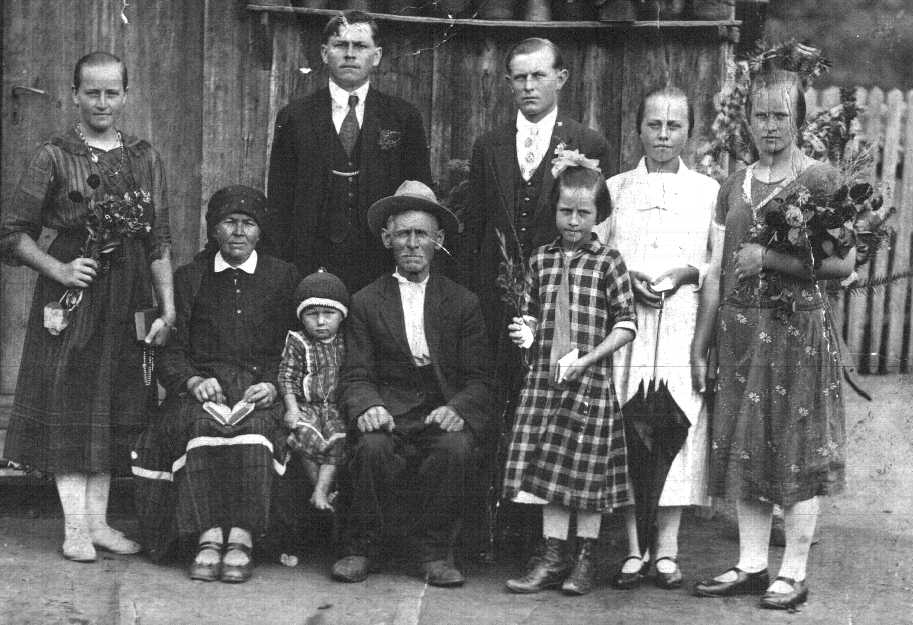
Ukraińscy imigranci w Brazylii pod koniec XIX wieku

Powody migracji do Brazylii były na ogół takie same, jak w przypadku Kanady: wraz ze wzrostem liczby ludności rodziny chłopskie miały coraz mniej ziemi, aby się utrzymać. W 1890 r. średnia powierzchnia gospodarstwa chłopskiego wynosiła zaledwie 6 akrów (2,4 ha). Brazylijscy Ukraińcy są w większości potomkami imigrantów sprzed I wojny światowej. Aczkolwiek pierwszy ukraiński osadnik przybył w 1872 r., duże fale osadników zaczęły docierać dopiero w 1895 r., głównie przez miasto portowe Paranaguá.
W okresie znanym jako „brazylijska gorączka”, między 1895 a 1897 r., ponad 20 tys. chłopów z Galicji przybyło do Brazylii, zwabionych obietnicami taniej ziemi o żyznych glebach. Niektórzy ukraińscy chłopi byli również zachęceni pogłoskami, że Rudolf, następca tronu Austrii, nie umarł, ale przeprowadził się do Brazylii i że przywita ukraińskich imigrantów w tym kraju (Ukraińcy byli tradycyjnie lojalni wobec austriackiej monarchii).
Rząd brazylijski był zainteresowany zwiększeniem osadnictwa europejskiego, często płacił za podróże, umożliwiając w ten sposób emigrację najuboższym członkom społeczeństwa, a nawet obiecał zapewnić osadnikom odzież i żywność, jednak obietnice nie zostawały dotrzymane. Przybysze otrzymali działki nieoczyszczonej ziemi z dala od cywilizacji i nie okazywano żadnego wsparcia. Osadnicy nie znali dziwnego klimatu i sposobu jego uprawy, zapadali na choroby bez żadnej pomocy medycznej i doświadczali wielu zgonów.
Po tym, jak wieści o ich nieszczęściu rozeszły się po Galicji, napływ ukraińskich emigrantów do Brazylii znacznie się zmniejszył, a Kanada zamieniła się w główny kierunek migracji dla Ukraińców wyjeżdżających do Nowego Świata. W sumie do 1914 r. do Brazylii sprowadziło się od 15 000 do 20 000 Ukraińców, m.in. uczestnicząc w budowie linii kolejowej ze stanu São Paulo do Rio Grande do Sul przez Paranę.
W dwudziestoleciu międzywojennym do Brazylii wyemigrowało około 9 tys. Ukraińców, przy czym nie tylko z Galicji. Wśród nich znajdowały się osoby z wyższym wykształceniem i większą aktywnością polityczną. Natomiast w latach 1947–1951 odbyła się ostatnia fala migracji Ukraińców do Brazylii, licząca 7 tys. osób, szukających azylu przed prześladowaniami ze strony Związku Radzieckiego, ponieważ odegrali aktywną rolę w ukraińskim ruchu niepodległościowym.

### Argentyna
Ukraińcy w Argentynie są drugą co do liczebności ukraińską diasporą w Ameryce Łacińskiej po Brazylii, a liczy od 250 do 300 tys. Największe skupiska znajdują się w prowincjach Buenos Aires, Misiones, oraz Chaco.
Ukraińcy przesiedlali się na terytorium Argentyny w czterech falach emigracyjnych: w latach 1897–1914, 1922–1939, 1946–1951 oraz w okresie po rozpadzie ZSRR.
W Argentynie działa ponad 40 ukraińskich organizacji społecznych, kulturalnych i religijnych, koordynowanych głównie przez Ukraińską Reprezentację Centralną. Ukraińcy w Argentynie posiadają również własne szkoły i placówki edukacyjne, a życie religijne diaspory toczy się wokół Kościoła prawosławnego bądź Kościoła katolickiego obrządku bizantyjsko-ukraińskiego. Diaspora aktywnie uczestniczy w kulturalnym i społecznym życiu kraju, zachowując jednocześnie swoje narodowe tradycje i tożsamość.

### Rosja
Po rozpoczęciu rosyjskiej inwazji na Ukrainę najwięcej ukraińskich uchodźców paradoksalnie znalazło się w Rosji. Wielu z tzw. uchodźców relokowano siłą, a liczni starali się dostać się dalej do Europy.
Przed wywołaniem konfliktu w Donbasie w 2014 r. przez Rosję, była ona najczęstszym kierunkiem wyjazdów zarobkowych wśród Ukraińców. Z czasem jednak traciła na popularności, a w 2019 r. przyciągała zaledwie 7,2% ukraińskiej emigracji, podczas gdy na Polskę przypadało ponad 25%. Ogólna liczba Ukraińców w Rosji także maleje: w 2009 r. de facto Rosję zamieszkiwało 5 milionów Ukraińców, podczas gdy w 2016 r. liczba ta obniżyła się do 4 milionów, z czego połowa nie miała obywatelstwa rosyjskiego. Ponieważ cel wyjazdów przestał być dokumentowany dokładna liczba Ukraińców w danych okresach czasu jest niemożliwa do ustalenia. Zgodnie ze spisem powszechnym z 2021 r. wynosi 884 007 osób.
Ukraińcy na ogół doświadczają znaczącej dyskryminacji i nienawiści w rosyjskim społeczeństwie. Według rosyjskiej historyczki Tatiany Tairowej-Jakowlewej, ukrainofobia w Rosji istniała od zawsze i szczególnie się nasiliła w drugiej połowie XVIII wieku. Iwan Dracz twierdzi, że „Rosja nigdy nie miała, nie ma i nadal nie przewiduje innego interesu na Ukrainie niż eksterminacja do reszty, do stóp, do kikuta narodowości ukraińskiej”. Według niego wielu Rosjan ze wszystkich warstw społecznych jest rzeczywiście owładniętych ukrainofobią.
Przedstawiciele organizacji ukraińskich zwracają uwagę na prześladowania Ukraińców, ukraińskich instytucji i członków społeczności ukraińskiej w Rosji: w Moskwie organizacje nacjonalistyczne aktywnie nawoływały i doprowadziły do zamknięcia biblioteki literatury ukraińskiej. Mordy na niektórych aktywistach, działających na rzecz ukraińskiej społeczności, nadal nie zostały wyjaśnione, a wobec innych członków społeczności podejmowane były próby.
Wrogość do ukraińskości w Rosji przejawia się nie tylko społecznie, ale także oficjalnie. Podtrzymują ją rosyjskie władze i jest oficjalnym nurtem w rosyjskich mediach i polityce. Na przykład wiceprzewodniczący Rady Bezpieczeństwa Federacji Rosyjskiej – Dmitrij Miedwiediew powiedział w kwietniu 2022 r., że „sama istota ukraińskości, karmiona antyrosyjską jadowitością i kłamstwami na temat jej tożsamości, jest jednym wielkim oszustwem. Tożsamość ukraińska nie istnieje i nigdy nie istniała”. Tymczasem Władimir Sołowjow otwarcie wygłasza w państwowej telewizji, że osiedla mieszkalne na Ukrainie należy „burzyć do piekła, blok po bloku”, a Anton Krasowski nawołuje do „topienia i palenia” ukraińskich dzieci.

### Polska
Ukraińcy w Polsce to jedna z dziewięciu ustawowo uznanych mniejszości narodowych, żyjąca na obszarze całego kraju, z większą koncentracją na Mazurach, Warmii, Pomorzu oraz w południowo-wschodniej części województwa podkarpackiego i podlaskiego. Łemkowie są natomiast uznani za oddzielną mniejszość etniczną, a z ich języka można nawet napisać maturę.
W II Rzeczypospolitej, według spisu z 1931 roku, około 4 440 000 polskich obywateli zadeklarowało język ukraiński lub ruski jako ojczysty, co stanowiło blisko 14% ludności całego kraju. Po II wojnie światowej, w ramach repatriacji, z Polski do Ukraińskiej SRR sprowadzono około 480 tysięcy osób, a wewnątrz Polskiej Rzeczypospolitej Ludowej ponad 140 tysięcy osób narodowości ukraińskiej przesiedlono na Ziemie Odzyskane.
Liczba Ukraińców w Polsce znacząco wzrosła po 2014 roku, kiedy to nasiliła się migracja ukraińska, w dużej mierze z powodu konfliktu zbrojnego na Ukrainie. Według danych z 2019 roku, liczba Ukraińców w Polsce wynosiła 1 351 418, a po rosyjskiej inwazji w 2022 roku, jeszcze milion Ukraińców skorzystał z tymczasowej ochrony na terenie Polski.

### Niemcy
W październiku 2023 r. Ukraińcy stanowili drugą co do wielkości grupę cudzoziemców w Niemczech, liczącą około 1,15 mln obywateli Ukrainy, ustępując pierwsze miejsce Turkom. W 2022 r. w wyniku rosyjskiej inwazji liczba Ukraińców w Niemczech wzrosła ponad siedmiokrotnie.
Większość Ukraińców mieszka w Berlinie, Monachium, regionie Hanoweru, Norymberdze i Hamburgu. Inne ważne społeczności można znaleźć w Kolonii, Düsseldorfie, Dortmundzie, Frankfurcie nad Menem i Lipsku. Procentowo Ukraińcy są szczególnie reprezentowani w landach Meklemburgia-Pomorze Przednie i Bawaria, a także w dużych miastach, w których występują aktywne społeczności diaspory.

### Kazachstan
Jedna z największych pod względem liczebności diaspor ukraińskich znajduje się w Kazachstanie, których liczba na moment rozpadu ZSRR wynosiła około 900 tys.
Pierwszymi Ukraińcami na ziemi kazachskiej byli zesłani do Północnego Kazachstanu uczestnicy stłumionego w 1768 r. hajdamackiego powstania chłopskiego, znanego pod nazwą „Koliszczyzna”. Później, w okresie II wojny światowej, na ziemiach kazachskich znaleźli się represjonowani i przesiedleni Ukraińcy, głównie z terenów II Rzeczypospolitej i Rumunii.
W Kazachstanie działają liczne ukraińskie organizacje społeczne i narodowo-kulturalne centra. Funkcjonuje również jedyna w Azji Środkowej państwowa szkoła średnia – Ukraińska szkoła-kompleks nr 47, republikański tygodnik „Ukraińskie Nowiny” (nakład – 1200 egzemplarzy), które są finansowane przez instytucje państwowe Kazachstanu, a także co miesiąc wydawana jest gazeta „Wieści Ukrainy” (nakład 4000 egzemplarzy), funkcjonująca przy republikańskim zrzeszeniu „Rada Ukraińców Kazachstanu” i finansowana przez struktury biznesowe Republiki. Ponadto w Kazachstanie działa 5 parafii Ukraińskiego Kościoła Greckokatolickiego: w Karagandzie, Astanie, Pawłodarze, Szyderty i Satpajewie. W kazachskim mieście Fort-Szewczenko znajduje się największe muzeum Tarasa Szewczenki poza granicami Ukrainy, założone w 1932 r.

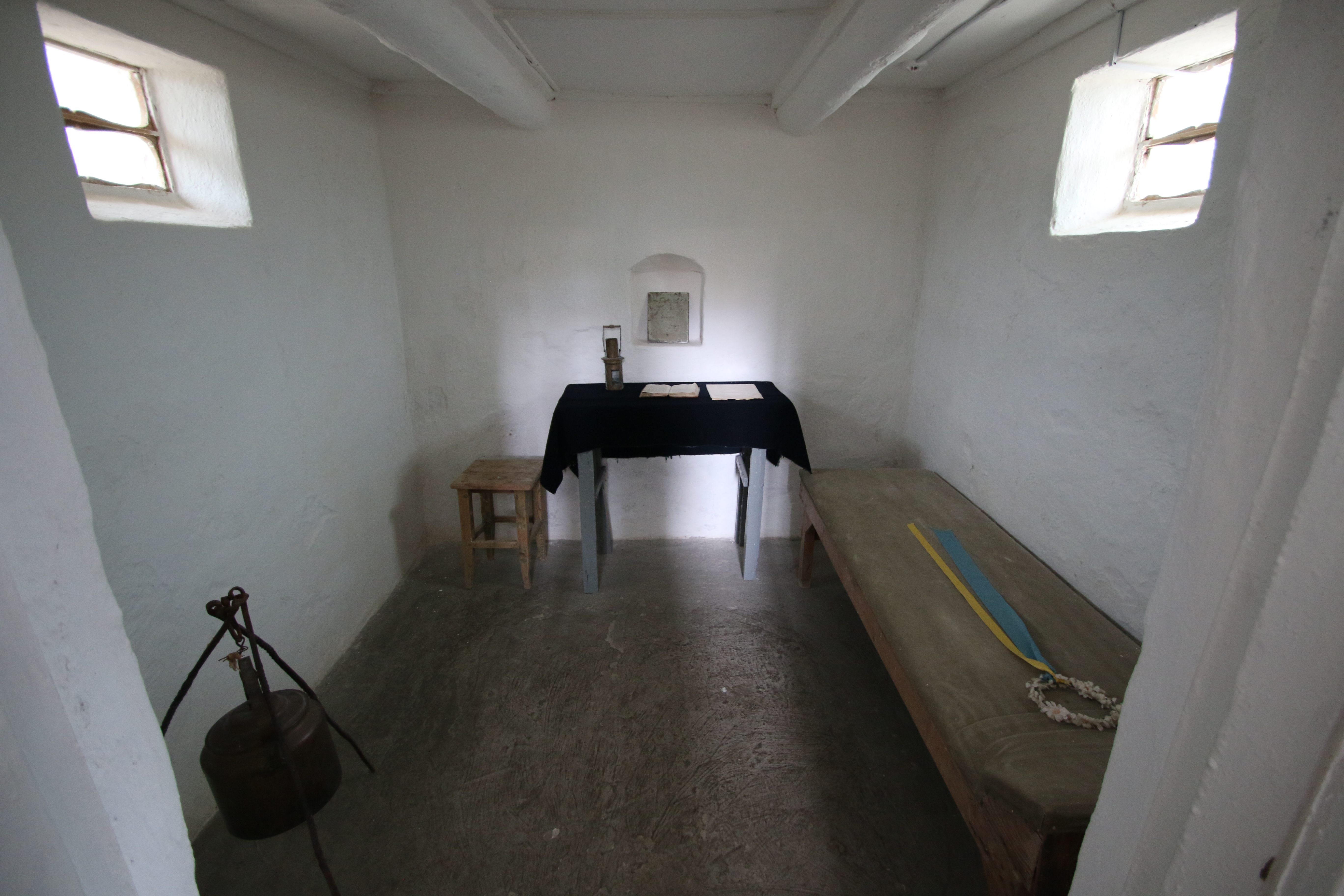
Ziemianka Tarasa Szewczenki, obecnie część muzeum w mieście Fort-Szewczenko

### Mołdawia
Ukraińcy w Mołdawii stanowią największą mniejszość etniczną. Według spisu ludności z 2014 r. w Mołdawii 181 035 osób deklarowało ukraińskie etniczne pochodzenie, co stanowiło 6,6% populacji kraju.
Ponadto, w wyniku rosyjskiej inwazji na Ukrainę w 2022 r. do kraju przybyło wielu ukraińskich uchodźców uciekających przed wojną. W lipcu 2024 r. przebywa tam 123 295 uchodźców.

## Uznanie przez Ukrainę
W ukraińskim prawie jest zdefiniowane pojęcie zagranicznego Ukraińca – osoba będąca obywatelem innego państwa lub bezpaństwowiec, który ma ukraińskie pochodzenie etniczne lub pochodzenie z Ukrainy. Zagraniczny Ukrainiec, przebywający na Ukrainie zgodnie z prawem, ma takie same prawa i obowiązki, jak obywatel Ukrainy, z wyjątkiem przewidzianych w Konstytucji, ustawach Ukrainy lub umowach międzynarodowych, zatwierdzonych przez Najwyższą Radę Ukrainy.
Zagranicznym Ukraińcom przysługuje Poświadczenie zagranicznego Ukraińca – dokument funkcjonujący podobnie do Karty Polaka. Uzyskać go mogą osoby powyżej 16. roku życia, nie będące obywatelami Ukrainy, jeśli złożą o to wniosek, w którym deklarują, że „uważają siebie za Ukraińca”, i załączą dokumenty potwierdzające pochodzenie.